# Kanton Cerisiers
Der Kanton Cerisiers war bis 2015 ein französischer Wahlkreis im Arrondissement Sens im Département Yonne und in der Region Burgund; sein Hauptort war Cerisiers, Vertreter im Generalrat des Départements war zuletzt von 2004 bis 2015 Jean Marchand (zunächst DVD, jetzt UMP). 
Der Kanton war 145,82 km² groß und hatte (2006) 2.763 Einwohner, was einer Bevölkerungsdichte von 19 Einwohnern pro km² entsprach.

## Gemeinden
Der Kanton bestand aus acht Gemeinden:
| Gemeinde      | Einwohner Jahr | Fläche km² | Bevölkerungsdichte | Code INSEE | Postleitzahl |
| ------------- | -------------- | ---------- | ------------------ | ---------- | ------------ |
| Arces-Dilo    | 641 (2013)     | 27,02      | 24 Einw./km²       | 89014      | 89320        |
| Bœurs-en-Othe | 339 (2013)     | 22,3       | 15 Einw./km²       | 89048      | 89770        |
| Cérilly       | 36 (2013)      | 7,29       | 5 Einw./km²        | 89065      | 89320        |
| Cerisiers     | 985 (2013)     | 25,78      | 38 Einw./km²       | 89066      | 89320        |
| Coulours      | 145 (2013)     | 17,4       | 8 Einw./km²        | 89120      | 89320        |
| Fournaudin    | 119 (2013)     | 9,16       | 13 Einw./km²       | 89181      | 89320        |
| Vaudeurs      | 510 (2013)     | 27,45      | 19 Einw./km²       | 89432      | 89320        |
| Villechétive  | 236 (2013)     | 9,42       | 25 Einw./km²       | 89451      | 89320        |

## Bevölkerungsentwicklung
| 1962 | 1968 | 1975 | 1982 | 1990 | 1999 | 2006 |
| ---- | ---- | ---- | ---- | ---- | ---- | ---- |
| 2990 | 2719 | 2485 | 2471 | 2594 | 2751 | 2763 |